# Brachypelma hamorii
Mygale mexicaine à genoux orange
Espèce
Synonymes
- Euathlus smithi Baxter, 1993[1]

Statut CITES
Statut de conservation UICN

 VU  : Vulnérable
Brachypelma hamorii, la Mygale mexicaine à genoux orange, est une espèce de mygales dont l'aire de répartition se trouve au Mexique. Cette mygale a longtemps été confondue avec B. smithi et ont toutes deux été appelées mygales mexicaines à genoux rouges.

## Description
Brachypelma hamorii est une araignée de grande taille. Sur la base d'un échantillon de sept femelles, la longueur totale du corps (à l'exclusion des chélicères et des filières) est comprise entre 52 et 54 mm (2,0 à 2,1 pouces). Les mâles ont une longueur légèrement plus petite (sur un échantillon de 11 spécimens), avec une longueur totale du corps comprise entre 46 et 52 mm (1,8 à 2,0 pouces). Les mâles se distinguent des femelles avec un corps plus petit mais avec des pattes plus longues que celles des femelles. La quatrième patte est la plus longue, mesurant 75 mm (3,0 pouces) chez le mâle et 67 mm (2,6 pouces) chez la femelle. Les pattes et les palpes sont de couleur noire à noire rougeâtre avec trois anneaux de couleur distincte, orange foncé sur la partie des rotules la plus proche du corps, jaune orangé pâle plus loin, jaune orangé pâle sur la partie inférieure des tibias et blanc jaunâtre à l'extrémité des métatarses. Les mâles adultes ont une couleur rouge grisâtre clair autour du bord de la carapace avec une marque noire rougeâtre plus foncée du milieu de la carapace jusqu'à l'avant de la tête ; la surface supérieure de l'abdomen est noire. Les femelles adultes ont plus de variations de couleur et de motif de la carapace. Celle-ci peut être principalement noire avec une bordure rose brunâtre, et dans d'autres cas, la zone sombre peut être divisée en un motif en « étoile » avec du jaune orange pâle ailleurs.

## Taxonomie
Cette Theraphosidae a comme nom valide celui de Brachypelma hamorii et a été décrite en 1997 par les auteurs Marc Tesmoingt (d), Frédéric Cleton (d) et Jean Michel Verdez (d).
Elle porte en français le nom vernaculaire ou nom normalisé de Mygale mexicaine à genoux orange,,.

## Longévité
B. hamorii grandit très lentement et devient mature relativement tard. Les femelles de cette espèce peuvent vivre jusqu'à 30 ans alors que les mâles ont tendance à ne vivre que cinq ans à peu près.